# Otocki

Herb Otocki Baron

Herb Otocki Hrabia

Otocki – polski herb baronowski oraz hrabiowski, odmiana herbu Dołęga, nadany wraz z tytułem w Galicji.

## Opis herbu
Opis stworzony zgodnie z klasycznymi zasadami blazonowania:
Otocki Baron: W polu błękitnym podkowa srebrna na opak, na której zaćwieczony krzyż kawalerski; między ocelami strzała złota na opak. Nad tarczą korona baronowska opleciona sznurem pereł, nad którą hełm w koronie, z której klejnot: skrzydło orle lewe, przeszyte strzałą złotą w prawo.
Otocki Hrabia: Jak powyższy, ale nad tarczą korona hrabiowska.

## Najwcześniejsze wzmianki
Stanisław Otocki otrzymał tytuł barona (freiherr von) krajów dziedzicznych oraz nazwisko von Gross-Otok (Wielki Otok) 28 stycznia 1784. 17 stycznia 1797 ten sam Stanisław otrzymał tytuł hrabiego ze zmianą herbu.

## Herbowni
Jedna rodzina herbownych (herb własny):
Freiherr von Gross-Otok (baron), Graf Otocki von Gross-Otok (hrabia).